# Erhard Wiesner

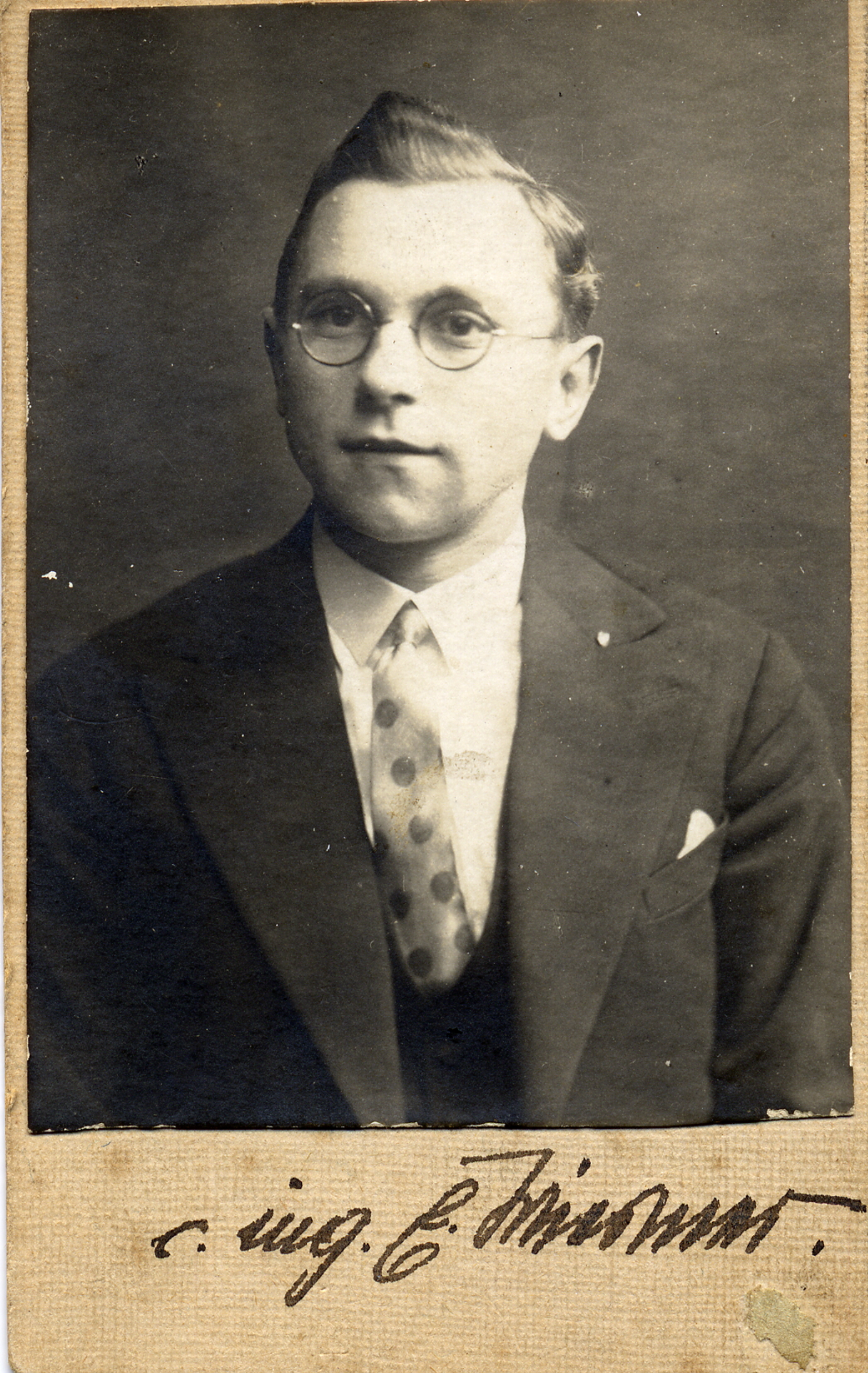
Erhard Robert Wiesner (1929)

Erhard Robert Wiesner (* 6. August 1909 in Waltersdorf; † 10. März 1994 in Augsburg) war ein deutscher Biologe, der seine Arbeit der Fischerei und dem Gewässerschutz widmete.

## Leben
Wiesner wurde als Sohn der Eheleute Anna und Robert Wiesner (Forellenzüchter) am 6. August 1909 in Waltersdorf in Nordböhmen geboren.
Nach dem Abitur im Jahr 1928 folgte das Studium an der Deutschen Technischen Hochschule in Prag, Fakultät Landwirtschaft in Tetschen-Liebwert, mit Spezialausbildung in der Fischereibiologie, Fischzucht und Teichwirtschaft bei Langhans. Hieran schloss sich 1933 die Promotion „Untersuchungen über die künstliche Erbrütung von Bachforelleneiern, die von verschiedenen Eltern abstammen und die teichwirtschaftliche Weiterzucht der aus Ihnen gewonnenen Brut bis zum einsömmerigen Setzfisch“ an.
Von 1935 bis 1936 besuchte Wiesner das Seminar für die Ausbildung der Lehrkräfte für niedere und höhere Landwirtschaftsschulen und legte 1936 die Staatsprüfung für das Lehramt an niederen und höheren Landwirtschaftsschulen ab. 1937 brachte er sein Lehrbuch der Forellenzucht und Teichwirtschaft heraus. Aus seiner Lehr- und Beratungstätigkeit – u. a. in Budweis und Reichsstadt – wurde er in den Jahren 1943 bis 1945 zum Kriegsdienst eingezogen und kehrte im Jahr 1946 aus amerikanischer Kriegsgefangenschaft in Frankreich nach Bayern zurück. Hier wurde er zunächst wissenschaftlicher Mitarbeiter beim Landesfischereiverband Bayern.
Vom Bezirk Schwaben wurde Wiesner im Jahr 1946 in das Amt des Fachberaters für das Fischereiwesen und als Fischereisachverständiger berufen. Hier war er bis zu seinem Ruhestand im Jahr 1974 zuletzt als Oberfischereidirektor tätig. In seinem Berufsleben und seinen Ehrenämtern hat sich Erhard Wiesner für den Fischerei- und Gewässerschutz eingesetzt und diesen vorangebracht: Von 1950 bis 1966 war er Geschäftsführer und von 1977 bis 1981 Präsident des Fischereiverbandes Schwaben, ab 1981 Ehrenpräsident. Von 1957 bis 1981 war er Mitglied der Fischerei- und Wasserrechtskommission. 1962 initiierte er den Ausschuss für Fischerei und Gewässerschutz im Landesfischereiverband Bayern und war bis 1981 dessen Vorsitzender.
Wiesner gelang es, die durch den Krieg und die Nachkriegszeit stark geschädigte Fischerei in Schwaben zu sanieren, den Landesfischereiverband zu organisieren und die schwäbische Forellenzucht auf einen modernen Stand zu bringen. Als Sachverständiger hat er bei Gesetzgebungsverfahren mitgearbeitet (z. B. Bayerisches Wassergesetz, Wasserhaushaltsgesetz, Naturschutzgesetz, Bayerisches Fischereigesetz). Sein Hauptanliegen sah Wiesner im Schutz der Gewässer, was ihm auch die Bezeichnung als „Vater des Gewässerschutzes“ durch den Präsidenten des Landesfischereiverbandes einbrachte.
Erhard Wiesner war verheiratet mit Martha Wiesner (geb. Zahradnik) und hatte drei Söhne. Er starb am 10. März 1994 in Augsburg und wurde am 14. März auf dem Protestantischen Friedhof beigesetzt.

## Veröffentlichungen (Auswahl)
- Untersuchungen über die künstliche Erbrütung von Bachforelleneiern, die von verschiedenen Eltern abstammen und die teichwirtschaftliche Weiterzucht der aus Ihnen gewonnenen Brut bis zum einsömmerigen Setzfisch. In: Zeitschrift für Fischerei und Hilfswissenschaften. Band XXXII – 1934, Heft 1.
- Lehrbuch der Forellenzucht und Forellenteichwirtschaft. Verlag J. Neumann, Neudamm/Berlin 1937.
- Die Betriebsführung in der Forellenzucht. Verlag Paul Parey, Hamburg/Berlin 1968.
- Wegweiser für den Fischerei- und Gewässerschutz. Verlag Lambert Müller, München 1971.
- Bearbeitung des Buches Forellenzucht. von D. B. Greenberg nach der Übersetzung aus dem Englischen. Verlag Paul Parey, Hamburg/Berlin 1962.
- Mitgestalter der Festschriften zum 75- und 100-jährigen Bestehen des Fischereiverbandes Schwaben

## Ehrungen
Wiesner erhielt die nachfolgend aufgezählten Ehrungen:
- Ehrenmitglied des Deutschen Fischereiverbandes und des Landesfischereiverbandes Bayern
- Ehrenpräsident des Fischereiverbandes Schwaben
- Ehrenmitglied der Teichgenossenschaft Schwaben
- Ehrenurkunde des Bayerischen Berufsfischereiverbandes
- Gründungsmitglied und Ehrenmitglied des Verbandes Deutscher Fischereiverwaltungsbeamter und Fischereiwissenschaftler
- 1973: Verleihung des „Petri Rings“ durch die Petri-Stiftung
- 1974: Bundesverdienstkreuz 1. Klasse
- 1979: Goldene Verbandsehrenmedaille
- 1982: Goldenes Ehrenzeichen durch die Petri-Stiftung
- Umweltmedaille des Bayerischen Staatsministeriums für Landesentwicklung und Umwelt
- Bayerische Staatsehrenmünze für Verdienste um die Fischerei
- 1984: Bezirksmedaille durch den Bezirk Schwaben
- Ehrenring des Landesfischereiverbandes Bayern
- 1985: Staatsmedaille in Silber, verliehen durch Staatsminister für Landwirtschaft und Forsten Hans Eisenmann